# Oriflamme de Saint-Denis

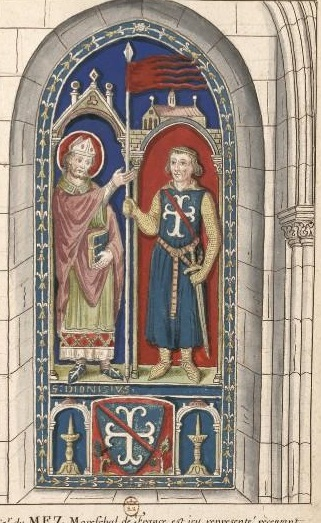
Saint Denis remettant l'oriflamme au maréchal du Mez.

L'oriflamme de l'abbaye de Saint-Denis était l'étendard du roi de France en temps de guerre. De 1124 à la fin du Moyen Âge, elle accompagna les armées au combat. C'est derrière cet étendard que combattirent les troupes communales à la bataille de Bouvines. Il était conservé à l'abbaye de Saint-Denis, d'où l'on ne le tirait que lorsque de grands dangers menaçaient le royaume de France.
L'étendard de Saint-Denis aurait été créé par l'abbé Suger et n'a reçu le nom d'oriflamme, qui était celui de la bannière de Charlemagne, qu'une quarantaine d'années après sa création. C'était un des moyens déployés pour associer la royauté au culte de l'empereur élaboré par l'abbaye de Saint-Denis.

## Description

Bannière de l'abbaye Saint-Géraud d'Aurillac.

L'oriflamme était un taffetas rouge à deux queues, semé de flammes d'or, frangé de vert et attaché à une hampe. Un siècle après son invention, elle est décrite comme une simple enseigne caudée d'une même pièce mais d'une étoffe d'un rouge resplendissant digne des grandes processions, sans plus de précisions. Au XVIIe siècle, on la voyait comme un gonfanon à trois queues, sans franges dorées mais avec des houppes vertes et c'est ainsi qu'elle est dépeinte ou imaginée au XIVe, alors qu'à la Renaissance, l'inventaire de l'abbaye le décrit comme tous les gonfanons, à deux queues.
La bannière de Saint-Denis était donc une bannière de procession semblable à toutes les bannières de procession, comme celle de la prestigieuse abbaye Saint-Géraud d'Aurillac ou celle du métropolite de Narbonne. Au Moyen Âge, l'ocre rouge, donnant un rougeâtre tirant sur le brun, la garance, pour un rouge vif, étaient simplement les teintures les plus courantes, bien souvent les seules disponibles à côté de l'invention alors très moderne du vermillon ou d'autres couleurs.
La taille de l'enseigne était telle qu'un cavalier put la porter attachée au cou. Elle lui était confiée par l'abbé après avoir été bénite par une prière spécifique. La fonction de « Porte Oriflamme » était en temps de paix un privilège de grand honneur pourvu d'une pension qui était de mille livres en 1372. A la bataille, c'était ordinairement le dapifer qui la portait.

## Histoire de l'oriflamme

### Invention de l'étendard de Saint-Denis en 1124

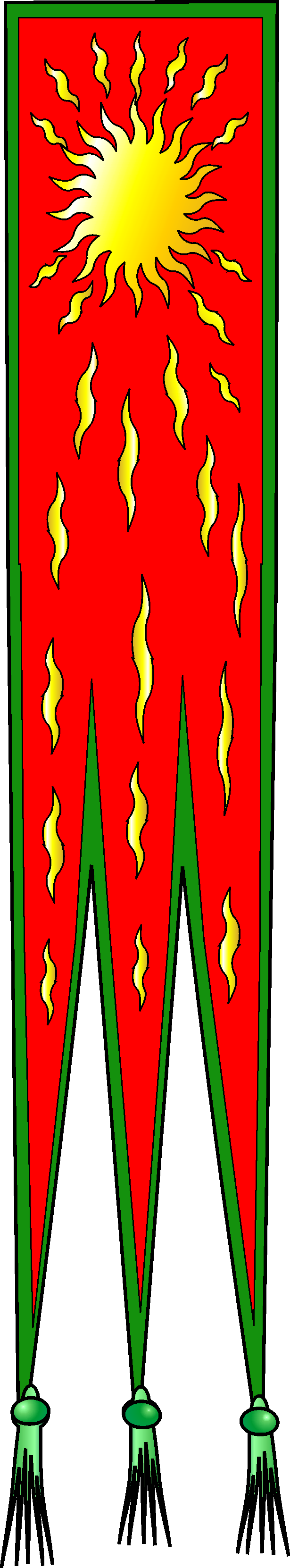
Oriflamme de Saint-Denis

L'étendard de Saint-Denis fait son apparition dans l'histoire en 1124. En juillet de cette année, l'empereur Henri V décide de faire la guerre au roi de France Louis VI. Celui-ci lève en hâte une armée et convoque les grands vassaux du royaume, qui tous envoient des contingents. Rassemblée à Reims, l'armée française fait une telle impression qu'à la mi-août les troupes germaniques rebroussent chemin sans livrer bataille.
C'est à ce moment, d'après Suger, que Louis VI apprend que « saint Denis est le patron spécial et, après Dieu, le protecteur sans pareil du royaume ». Le roi se rend donc à l'abbaye et prend sur l'autel l'étendard (vexillium), « appartenant au comté de Vexin, au titre duquel il se trouve feudataire de l'église ; il le prend conformément à son vœu comme de la main de son seigneur », puis part vers le point de ralliement de l'armée. Le nouvel étendard vient comme en remplacement de celui que Louis VI avait perdu, en même temps que son cheval, le 20 août 1119, lors de la défaite de Brémule infligée par les Normands.
C'est en tant que comte de Vexin que le roi lève l'étendard de Saint-Denis. Le roi possède ce comté depuis 1077, quand le dernier titulaire, Simon, pour se faire moine, l'a remis à son suzerain. Au titre de comte du Vexin est attachée la charge d'avoué de l'abbaye de Saint-Denis, charge qui implique la défense militaire de l'abbaye. Les comtes de Vexin, dont la famille était alliée à Édouard le Confesseur, aux herbertiens, aux capétiens et aux thibaldiens, s'étaient emparés de l'avouerie de l'abbaye de Saint-Denis par étapes.
Si le roi n'avait point été roi, cette situation, qui en fait l'avoué d'une abbaye, l'en aurait fait en outre le vassal de l'abbé de Saint-Denis. Il aurait alors dû prêter hommage à celui-ci. C'est un point de droit ancien fameux que le roi est le seul qui ne doive hommage à personne. Cette jurisprudence est établie officiellement dès le commencement du siècle suivant par un diplôme royal de Louis Le Gros.

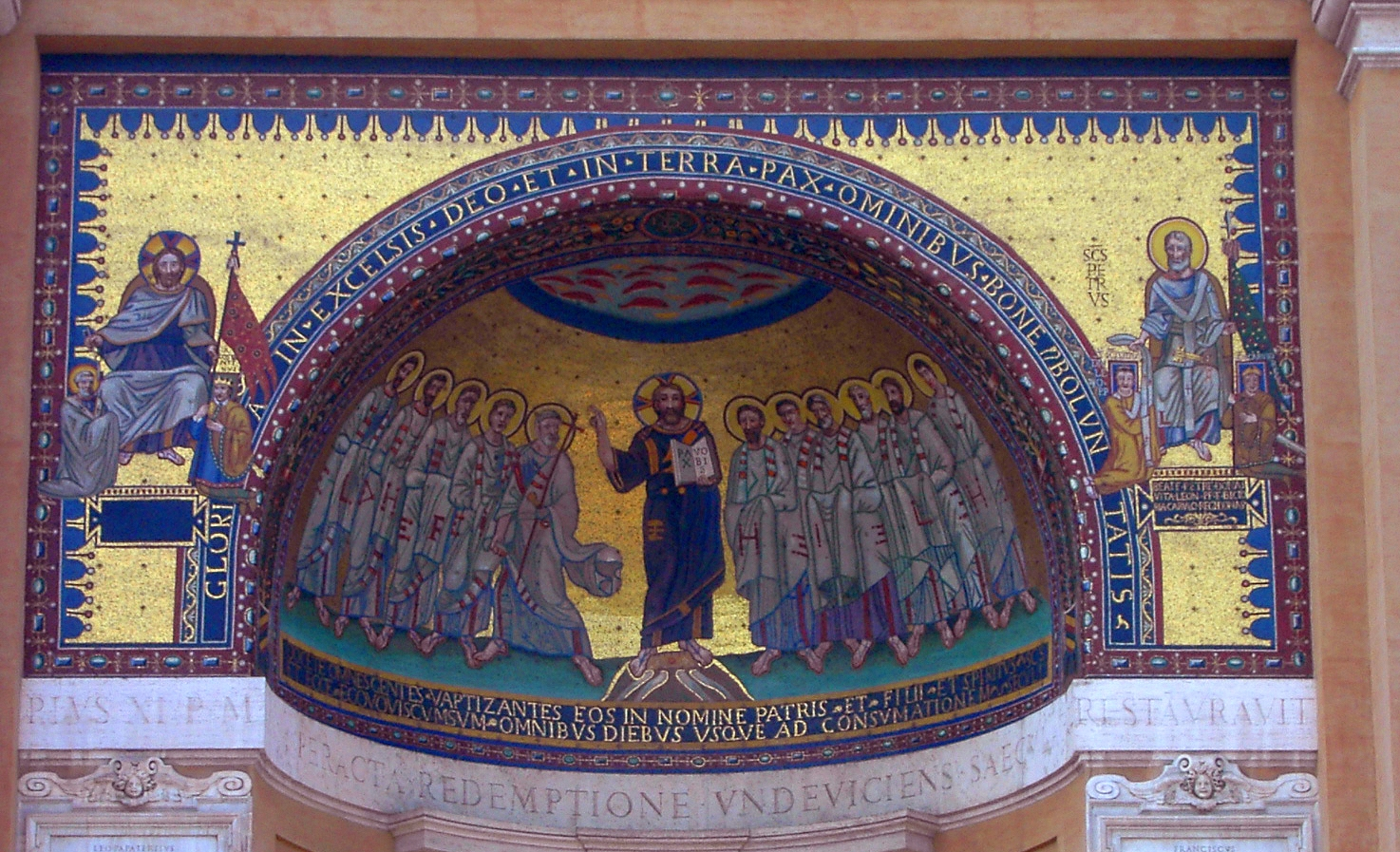
Charlemagne à droite, recevant son étendard de Saint Pierre, tandis qu'à gauche Constantin reçoit le sien de la main du Christ (basilique de Latran).

Un an avant cette première apparition connue de l'oriflamme, Suger participait à Rome au concile de Latran. À Saint-Jean-de-Latran, Suger vit probablement la mosaïque du triclinium léonin où sont représentés les étendards imaginaires de Constantin  et de Charlemagne, respectivement, s'il faut se fier à la restauration opérée en 1743 par Ferdinando Fuga, une oriflamme de gueules et un millefleurs de sinople. Cette attribution des couleurs n'est pas neutre. Elle présente un point de vue romain : C'est le Christ lui-même qui confère à Constantin seul la pourpre impériale, tandis que ce n'est que de Saint Pierre que Charlemagne reçoit une bannière verte semée de fleurs tricolores, comme un jardin fleuri.

### Utilisation de l'oriflamme

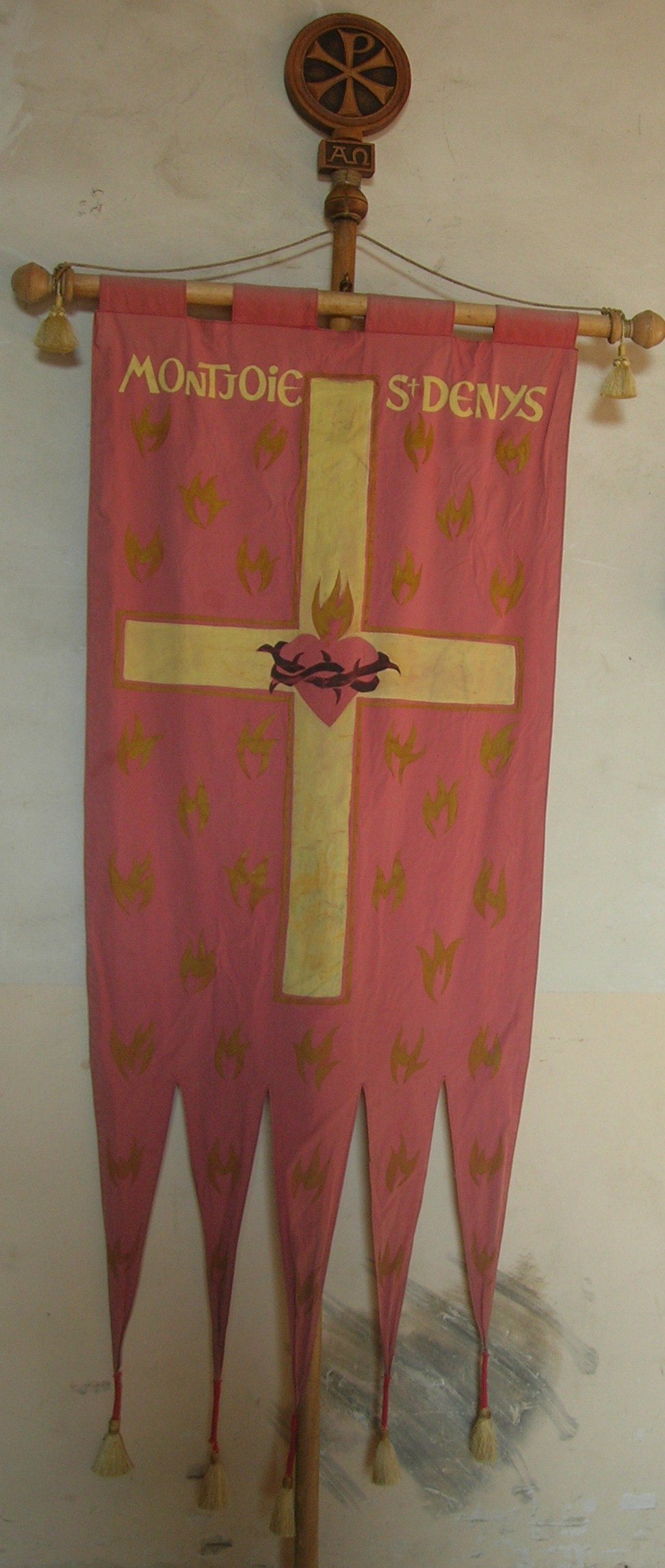
Reproduction de l'oriflamme exposée dans la Basilique Saint-Denis.

L'oriflamme a été plus d'une fois lacérée, détruite, perdue. Un nouvel exemplaire était refait à chaque fois.
- En 1147, Louis VII partant pour la deuxième croisade prend l'oriflamme sur le maître-autel[17].
- En 1190, Philippe Auguste fait de même pour la troisième croisade[18].
- En 1214, Philippe Auguste emporte l'oriflamme à la bataille de Bouvines (27 juillet)[19]. L'oriflamme n'est pas employée comme étendard royal. Celui-ci est le « vexillum [...] d'azur semé de fleur de lys d'or[20] » et sert durant la bataille à indiquer à l'armée la position du souverain, ses succès ou ses déboires. Ainsi, au cours de la bataille, l'étendard fleurdelisé est auprès de Philippe quand les légions des communes accourent à son secours en portant à leur tête l'oriflamme de Saint-Denis[1].
- En 1382 à Roosebeke, le porte-oriflamme, Pierre de Villiers, déploie l'enseigne et aussitôt le soleil apparait, ce qui est interprété comme un signe annonciateur de la victoire[21].
- L'oriflamme est arborée au combat jusqu'au désastre d'Azincourt le 25 octobre 1415.
- Elle est prise une dernière fois en 1418 quand, au cours de la guerre entre Armagnacs et Bourguignons, l'abbé de Saint Denis se réfugie auprès de Jean de Villiers de L'Isle-Adam, capitaine chassant de Paris le petit roi de Bourges.

L'oriflamme étant passée aux Anglais, le rouge devient la couleur de l'Angleterre. Les rois de France, conservant exclusivement le « bleu de France », ne lèveront plus la bannière perdue de Saint Denis mais s'inventent un nouvel étendard guerrier, la bannière de Saint Michel. Ne figurant plus dans aucune bataille, elle est rangée dans le trésor de Saint-Denis.
- L'oriflamme disparait pendant l'occupation anglaise de l'abbaye, de 1420 à 1436[Note 2].
- En 1465, Louis XI la lève une dernière fois, lors de la Ligue du Bien public, sans l'emporter toutefois.
- Par la suite, la lance ornée d'une étoffe défraîchie est attachée à l'autel des saints martyrs, qui était le plus oriental dans le chœur de l'église de Saint-Denis. Elle tombe en ruine au XVIIe siècle.
- Au début du XVIIIe siècle, la lance est placée en haut de la huitième des armoires contenant le trésor de Saint-Denis[23].
- À partir de 1721, elle n'est plus mentionnée[24].
- Sous Louis-Philippe puis en 1913, on fabrique de nouvelles oriflammes très différentes de l'objet original[25].

L'oriflamme ne fut jamais présente lors du sacre des rois de France.

## La bannière de Charlemagne

### L'abbaye de Saint-Denis et Charlemagne
Dès la fin du XIe siècle, on voit apparaître les premiers témoignages d'un rattachement de l'abbaye à Charlemagne. C'est en effet en l'abbaye de Saint-Denis que Charlemagne fut sacré roi avec son père et son frère et que le pape prononça la bénédiction accordée à Pépin le Bref et sa descendance.
Pour authentifier les reliques de la Passion qu'elle possède, l'abbaye fait composer, sans doute entre 1080 et 1095, un récit circonstancié, mettant en scène un pèlerinage que l'empereur aurait fait à Jérusalem et Constantinople, où il acquit ces reliques qu'il aurait transféré à Aix-la-Chapelle et que Charles II le Chauve amena à Saint-Denis. L'abbaye continue par la suite à œuvrer en faveur du souvenir de l'empereur. Elle fait rédiger entre 1100 et 1121 par le pseudo-Turpin une biographie, prétendument contemporaine de l'empereur, ainsi qu'une fausse donation datée de 813.
Louis VI, qui est le premier capétien à porter le nom carolingien de Louis, étudia à Saint-Denis où il se lia au jeune Suger et grandit dans une ambiance carolingienne.

### Le mot oriflamme
Ce sont ces liens avec Charlemagne qui incitèrent à confondre l'étendard de Saint-Denis avec celui remis à l'empereur par le pape Léon III, conservé dans les murs de la forteresse de la Montjoye en contrebas duquel a été construit l'abbaye de Joyenval. La bannière de Charlemagne est appelée oriflamme dans la chanson de Roland. Étymologiquement, le mot oriflamme signifie flamme d'or et la tradition attribue à Charlemagne une bannière dorée. Le fait d'appeler oriflamme l'étendard de Saint-Denis résulte donc d'une volonté d'identifier ce dernier à celui de Charlemagne. La confusion est opérée entre la fin du XIIe siècle et le début du XIIIe siècle :
- Vers 1170, le mot oriflamme, dans la chanson de geste Fierabras, qualifie pour la première fois l'étendard de Saint-Denis[16].
- Vers 1200, Gervais de Cantorbéry, contant un événement datant de 1184, affirme : « Philippe emporta l'enseigne du roi Charles qui était en France l'enseigne de mort ou de victoire[28] ».
- Guillaume le Breton qualifie également ainsi l'étendard de Saint-Denis dans la Philippide écrite entre 1221 et 1224 et affirme que l'appellation « flamme dorée » est son nom vulgaire et le décrit comme intégralement rouge.
- Entre 1240 et 1260, Richer reprend les propos de Gervais de Cantorbéry qualifiant l'oriflamme de Saint Denis de « bannière de Charlemagne »[29].

Cette volonté d'associer Charlemagne à la nécropole des rois de France explique qu'on ne se soit pas arrêté à la contradiction qu'il y a à donner le nom de la bannière dorée, que la Chanson de Roland attribue à Charlemagne, à l'étendard de l'abbaye, qui était en réalité rouge.
Le terme d'oriflamme ne s'impose cependant pas définitivement d'emblée et coexiste jusqu'au début du XIVe avec ceux de gonfanon et d'enseigne. Ainsi, le sire de Joinville dans son Livre des saintes paroles et des bonnes actions de saint Louis comme Jean Sarrazin, chambellan de Saint Louis, utilisent ces deux derniers termes.

## Représentations de l'oriflamme
- L'oriflamme est représentée sur un vitrail de la cathédrale de Chartres : l'étoffe est rouge, les houppes blanches, les trois anneaux qui attachent l'étoffe à la hampe sont verts[31]. Mais sur un autre vitrail relatif à la « Vie de Charlemagne », on voit Charlemagne apparaître avec un gonfanon doré (jaune) à l'empereur Constantin, signe de l'indécision entre les deux traditions vexillologiques[16].
- Au XIIIe siècle, Matthieu Paris a peint l'oriflamme dans un exemplaire de sa Grande chronique : c'est une bannière rouge toute en hauteur avec huit petites pointes[5].
- Au XIVe siècle, on connaît trois exemples qui ratifient l'existence d'un étendard rouge, à trois queues ornées de houppes ou d'une frange[5].
- Vers 1445, le peintre des Pays-Bas du Sud a montré saint Augustin lisant la Cité de Dieu dans un exemplaire de celle-ci : on y voit notamment l'oriflamme rouge, frangée de vert, plantée en terre et diaprée d'or du fait de sa vacuité de symbole[32].
- Sous la Renaissance, une gravure de Jean Duvet montre Henri II en saint Michel victorieux entouré de deux anges dont l'un tient l'écu de France, l'autre l'oriflamme rouge, à trois queues et semée de flammes[33].

## Dans la culture populaire
L'oriflamme apparaît dans :
- Vikings, troisième saison (2015) de la série télévisée au prix d'un anachronisme étant donné que l'action de celle-ci se déroule au IXe siècle.
- Knightfall, seconde saison (2019), épisode 6.

## Renvois